# 드미트리우스와 검투사들
드미트리우스와 검투사들(Demetrius and the Gladiators)은 미국에서 제작된 델머 데이브즈 감독의 1954년 액션, 드라마 영화이다. 빅터 머추어 등이 주연으로 출연하였고 프랭크 로스 등이 제작에 참여하였다.

## 출연

### 주연
- 빅터 머추어
- 수잔 헤이워드

### 조연
- 마이클 레니
- 데브라 파겟
- 앤 밴크로프트
- 제이 로빈슨
- 베리 존스
- 윌리엄 마샬
- 리처드 이간
- 어네스트 보그나인
- 찰스 에반스
- 더글러스 브룩스
- 존 클리프
- 마이클 콘러드
- 해리 코딩
- 칼 킬러 데이비스
- 카멘 드 라밸레이드
- 조지 엘디리지
- 에드 퓨리
- 에버렛 글래스
- 프레드 그레이엄
- 프랭크 해그니
- 셀머 잭슨
- 바바라 제임스
- 러셀 존슨
- 케너 G. 켐프
- 폴 크루거
- 데이빗 레너드
- 데이턴
- 폴 뉴랜
- 줄리 뉴마
- 길 퍼킨스
- 노셔 포웰
- 폴 리처즈
- 딕 샌즈
- 믹키 심슨
- 레이 스파이커
- 폴 스테이더
- 버트 스티븐스
- 우디 스트로드
- 지젤 베를렌
- 제프 요크

## 제작진
- 세트: 폴 S. 폭스
- 세트: 월터 M. 스콧